# Júlia Soares
Julia das Neves Botega Soares (Curitiba, 23 augustus 2005) is een Braziliaanse gymnaste. Ze was lid van het Braziliaanse team dat brons haalde op de Olympische Spelen in Parijs, als primeur voor Brazilië.
Op het wereldkampioenschap in Antwerpen in 2023 behaalde ze de zilveren medaille in de teamfinale.

## Resultaten
| Jaar | Plaats                        | Resultaten     |
| ---- | ----------------------------- | -------------- |
| 2022 | Wereldkampioenschap Liverpool | 4e team        |
| 2023 | Wereldkampioenschap Antwerpen | team ·         |
| 2024 | Olympische Spelen Parijs      | team · 7e balk |